# Evans Katebe
Evans Katebe (ur. 17 marca 1960) – zambijski piłkarz grający na pozycji pomocnika. W swojej karierze grał w reprezentacji Zambii.

## Kariera klubowa
W swojej karierze piłkarskiej Katebe grał w klubie Mufulira Wanderers.

## Kariera reprezentacyjna
W 1978 roku Katebe został powołany do reprezentacji Zambii na Puchar Narodów Afryki 1978. W tym turnieju zagrał w dwóch meczach: z Ghaną (1:2) i z Górną Woltą (2:0).